# Donatella della Porta
Donatella della Porta (geboren 3. Juni 1956 in Catania) ist eine italienische Politikwissenschaftlerin und Professorin für Politikwissenschaft und Politische Soziologie am  Europäischen Hochschulinstitut. Sie ist für ihre Forschung zu den Gebieten Soziale Bewegungen, Korruption, politisch motivierte Gewalt und Politik der öffentlichen Ordnung bekannt, zu denen sie Untersuchungen in Italien, Frankreich, Deutschland und Spanien durchführte.

## Biografie
1978 schloss Donatella della Porta ihr Studium der Politikwissenschaft an der Universität Catania mit einem Bachelor of Arts ab. 1981 erwarb sie ihr Diplôme d’études approfondies an der École des hautes études en sciences sociales in Paris. 1987 promovierte sie mit der Schrift Underground political organizations. Leftwing terrorism in Italy am Europäischen Hochschulinstitut in Florenz.
1991 war sie Gastprofessorin an der Wesleyan University in Middletown (Connecticut) und kehrte im gleichen Jahr an die Universität Florenz zurück. Bis 1993 forschte sie am Wissenschaftszentrum Berlin für Sozialforschung über „vergleichende Analyse politischer Gewalt und Terrorismus in Italien und Deutschland“, was vom Ministero della Pubblica Istruzione und durch ein Guggenheim-Stipendium finanziert wurde. Von 1993 bis 1996 leitete sie ein internationales Forschungsprojekt über die Kontrolle von Massendemonstrationen in Europa. 1997 und 2003 erhielt sie Stipendien der Alexander von Humboldt-Stiftung.
Della Porta ist seit 2003 beurlaubte Professorin für Politikwissenschaft an der Universität Florenz, wo sie Direktorin der Fakultät für Politikwissenschaften und Soziologie war. Seit 2003 ist sie Professorin für Soziologie am Europäischen Hochschulinstitut.
Donatella della Porta leitete das von 2004 bis 2008 von der Europäischen Kommission finanzierte Projekt DEMOS (Democracy in Europe and the Mobilization of the Society, deutsch: „Demokratie in Europa und gesellschaftliche Mobilisierung“), das sich mit partizipativer Demokratie und sozialen Bewegungen beschäftigte und hierzu publizierte.
Seit September 2014 forscht sie am Robert Schuman Centre for Advanced Studies.
Donatella della Porta lebt in Florenz.

## Mitgliedschaften
- Seit 2012: Academia Europaea[4]
- Seit 2022: American Academy of Arts and Sciences

## Schriften (Auswahl)
- Progressive und regressive Politik im späten Neoliberalismus. In: Heinrich Geiselberger (Hrsg.): Die große Regression. Eine internationale Debatte über die geistige Situation der Zeit. Suhrkamp, Berlin 2017, ISBN 978-3-518-07291-2, S. 57–76.
- Social Movements in Times of Austerity. Bringing Capitalism Back into Protest Analysis. Polity Press, Cambridge 2015, ISBN 978-0-7456-8859-6.
- zusammen mit Mario Diani: Social Movements: An Introduction. 2. Auflage. John Wiley & Sons, New York 2009, ISBN 978-1-4051-0282-7.
- als Hrsg.: Democracy in Social Movements. Springer, Berlin/Heidelberg 2009, ISBN 978-0-230-21883-3.
- zusammen mit Gianni Piazza: Voices of the valley, voices of the straits: how protest creates communities. Berghahn Books, New York City 2008, ISBN 978-1-84545-515-6.
- Globalization from below: transnational activists and protest networks. University of Minnesota Press, Minneapolis 2006, ISBN 978-0-8166-4642-5.
- zusammen mit Sidney Tarrow (Hrsg.): Transnational protest and global activism. Rowman & Littlefield, Lanham (Maryland) 2005, ISBN 978-0-7425-3587-9.
- zusammen mit Herbert Reiter (Hrsg.): Policing Protest. The Control of Mass Demonstrations in Western Democracies. University of Minnesota Press, Minneapolis 1998, ISBN 0-8166-3064-X.
- Social movements, political violence, and the state: a comparative analysis of Italy and Germany. Cambridge University Press, Cambridge 1995, ISBN 0-521-47396-9.